# Сончино (Павија)
Сончино је насеље у Италији у округу Павија, региону Ломбардија.
Према процени из 2011. у насељу је живело 62 становника. Насеље се налази на надморској висини од 97 м.